# Нортьє де Брауер
Нортьє де Брауер (9 березня 1999) — нідерландська синхронна плавчиня. На Чемпіонаті Європи з водних видів спорту 2021 разом зі своєю сестрою-близнючкою Брег'є де Брауер взяла участь у довільній і технічній програмі дуетів.